# Marib
Den gamle by Marib er beliggende i den østlige del af Yemen, som grænser til den store ørken Rub al-Khali. Man tror, at den oprettedes en gang i det 2. årtusinde f.Kr. Den havde en strategisk beliggenhed ved den gamle karavanevej for røgelse og krydderier, Røgelsesvejen, som førte fra kysten ved det Arabiske Hav via Hadhramaut nordpå mod Middelhavet. Marib var under flere århundreder hovedstaden i kongeriget Saba frem til 500-tallet e.Kr.